# Акуаланя
Акуала̀ня (на италиански: Acqualagna) е малко градче и община в Централна Италия, провинция Пезаро и Урбино, регион Марке. Разположено е на 204 m надморска височина. Населението на общината е 4496 души (към 2011 г.).